# Szentkereszt vajdaság

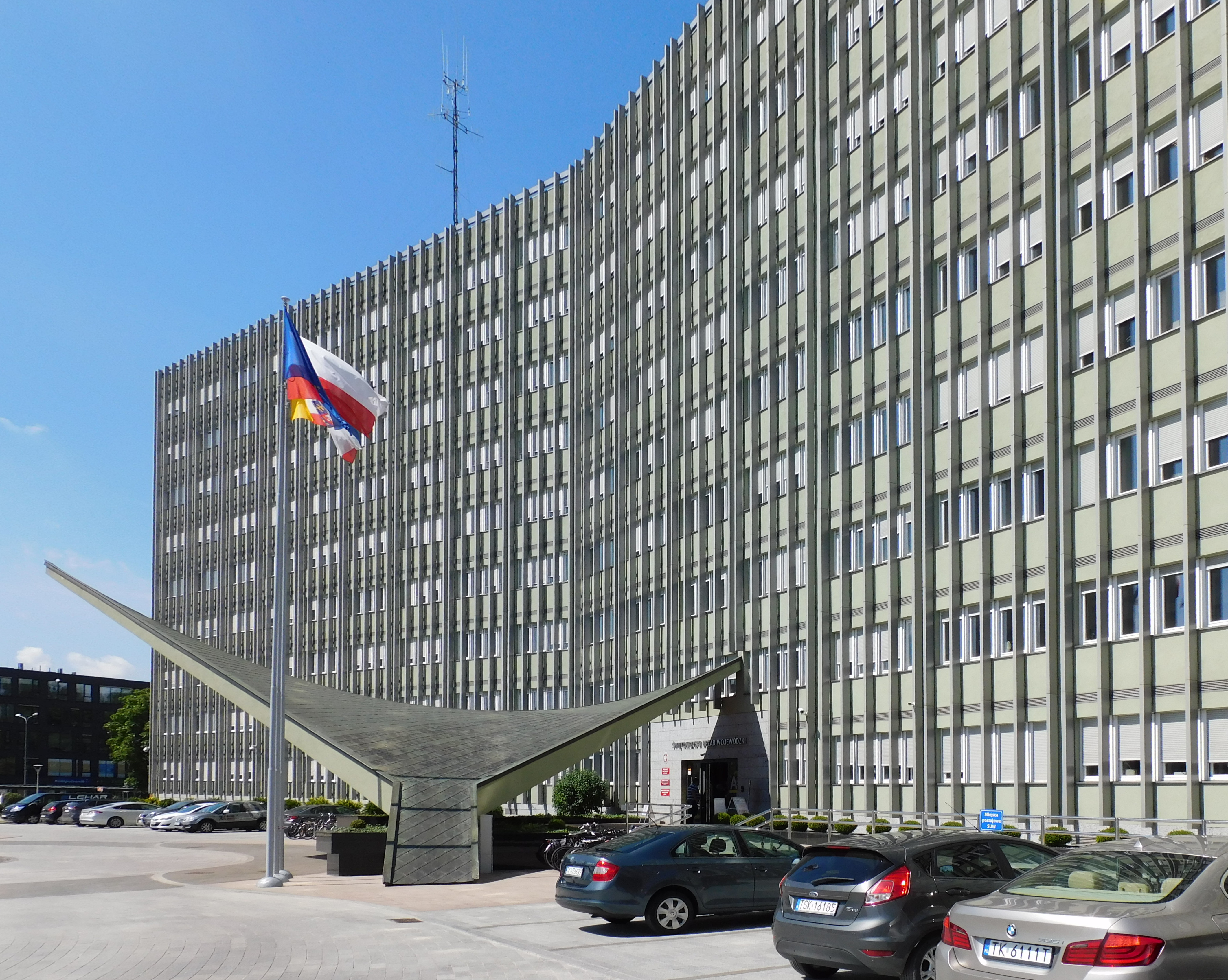
A Szentkereszt vajdaság hivatala Kielcében

A Szentkereszt vajdaság, lengyelül: województwo świętokrzyskie közigazgatási egység, egyike Lengyelország 1999-ben alkotott 16 vajdaságának. Központja Kielce. Területe 11 710,20 km², népessége 1 275 550 fő, (2008) népsűrűsége 109 fő/km², a városi lakosság aránya 45,4%. A vajdaság területe felöleli a korábbi Kielcei vajdaság nagy részét, a Tarnobrzegi és a Piotrkówi vajdaság egy részét. Lengyelország délkeleti részén helyezkedik el.

## Földrajzi helyzete
A vajdaság szélső pontjai:
- nyugaton Dąbie (19°43' E)
- keleten Zawichost (21°42' E)
- északon Kamienna Wola (51°21' N)
- délen Sędziszowice (50°10' N)

A vajdaság határainak egy része természetes határ: délkeleten és keleten a Visztula, nyugaton a Pilica. Csaknem az egész terület (Sandomierz kerületeinek kivételével) a Visztula völgyében fekszik. A Szentkereszt vajdaság a kis-lengyelországi fennsíkon terül el.
A szomszédos vajdaságok:
- a Lublini vajdaság
- a Łódźi vajdaság
- a Kis-lengyelországi vajdaság
- a Kárpátaljai vajdaság
- a Mazóviai vajdaság és
- a Sziléziai vajdaság

## Közigazgatási beosztása
A vajdaság 14 járásból áll és egy járási jogú városból, 31 városa és 2542 falva van.

### Járásai
Járási jogú város:
- Kielce

járások
- busko-i
- jędrzejówi
- kazimierzi
- kielcei
- końskie-i
- opatówi
- ostrowieci
- pińczówi
- sandomierzi
- skarżysko-i
- starachowice-i
- staszówi
- włoszczowa-i

### Városai
A városok listája a népesség számát követi a GUS (lengyel Központi Statisztikai Hivatal) 2007. december 31-i adatai szerint. A területek a GUS 2005. december 31-i adatai szerintiek.
| #  | Település               | Lakosság | Terület    |
| -- | ----------------------- | -------- | ---------- |
| 1  | Kielce                  | 207 902  | 109,45 km² |
| 2  | Ostrowiec Świętokrzyski | 73 111   | 46,41 km²  |
| 3  | Starachowice            | 52 614   | 31,83 km²  |
| 4  | Skarżysko-Kamienna      | 48 500   | 64,16 km²  |
| 5  | Sandomierz              | 24 795   | 28,32 km²  |
| 6  | Końskie                 | 20 465   | 17,68 km²  |
| 7  | Busko-Zdrój             | 17 035   | 12,28 km²  |
| 8  | Staszów                 | 16 855   | 28,90 km²  |
| 9  | Jędrzejów               | 16 449   | 11,37 km²  |
| 10 | Pińczów                 | 11 773   | 14,32 km²  |
| 11 | Włoszczowa              | 10 764   | 30,17 km²  |
| 12 | Suchedniów              | 8832     | 59,34 km²  |
| 13 | Połaniec                | 8308     | 17,19 km²  |
| 14 | Opatów                  | 6799     | 9,36 km²   |
| 15 | Sędziszów               | 6780     | 7,97 km²   |
| 16 | Stąporków               | 5927     | 11,07 km²  |
| 17 | Kazimierza Wielka       | 5742     | 5,34 km²   |
| 18 | Ożarów                  | 4750     | 7,79 km²   |
| 19 | Chęciny                 | 4258     | 14,12 km²  |
| 20 | Chmielnik               | 3942     | 7,90 km²   |
| 21 | Małogoszcz              | 3915     | 9,61 km²   |
| 22 | Ćmielów                 | 3193     | 13,21 km²  |
| 23 | Kunów                   | 3104     | 7,28 km²   |
| 24 | Daleszyce               | 2962     |            |
| 25 | Wąchock                 | 2755     | 16,01 km²  |
| 26 | Koprzywnica             | 2544     | 17,90 km²  |
| 27 | Bodzentyn               | 2240     | 8,65 km²   |
| 28 | Osiek                   | 1977     | 17,44 km²  |
| 29 | Zawichost               | 1821     | 20,15 km²  |
| 30 | Skalbmierz              | 1309     | 7,13 km²   |
| 31 | Działoszyce             | 1041     | 1,91 km²   |